# 里加歷史和航海博物館

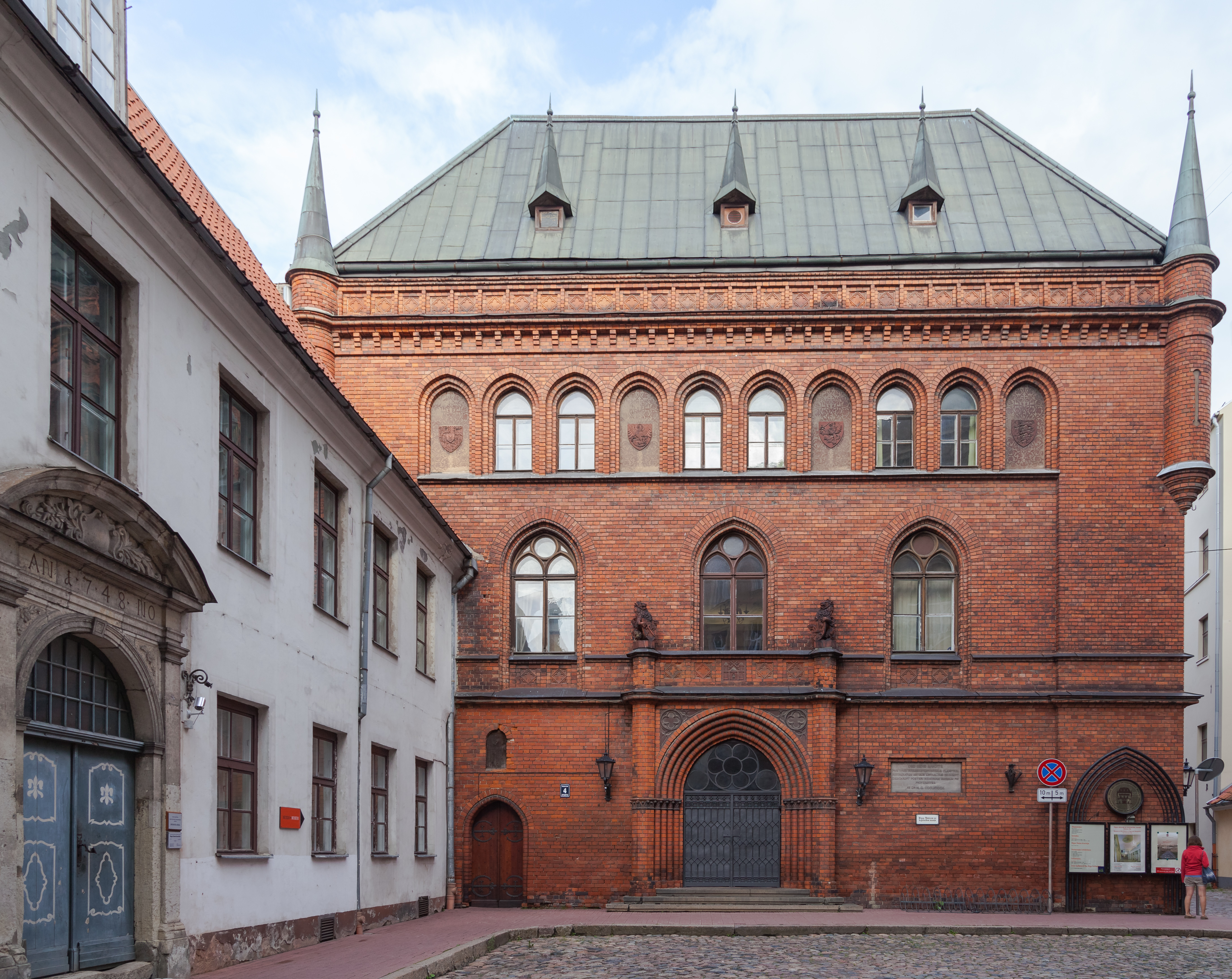
博物館外觀

里加歷史和航海博物館是拉脫維亞首都里加的一座博物館。這座博物館位於里加舊城之內，其歷史可追溯至1773年，是歐洲歷史最古老的博物館之一。經過數世紀的發展後，里加歷史和航海博物館已經成為里加規模最大的博物館之一。

## 外部連結
- 官方网站

56°56′55″N 24°06′14″E / 56.948719°N 24.103832°E